# Stanislav Benca
Stanislav Benca (* 1946) je bývalý slovenský fotbalista.

## Fotbalová kariéra
V československé lize hrál za Jednotu Trenčín. Dal 4 ligové góly. Do Trenčína přestoupil z Bánovců nad Bebravou.

## Ligová bilance
| Ročník                                   | Zápasy | Góly | Klub            |
| ---------------------------------------- | ------ | ---- | --------------- |
| 1. československá fotbalová liga 1968/69 | 11     | 0    | Jednota Trenčín |
| 1. československá fotbalová liga 1969/70 | 9      | 2    | Jednota Trenčín |
| 1. československá fotbalová liga 1970/71 | 1      | 0    | Jednota Trenčín |
| 1. československá fotbalová liga 1971/72 | -      | 2    | Jednota Trenčín |
| CELKEM 1. liga                           | -      | 4    |                 |